# Challenger de Rio de Janeiro 2021
El torneo Rio Tennis Classic 2021 fue un torneo de tenis perteneció al ATP Challenger Tour 2021 en la categoría Challenger 80. Se trató de la 2ª edición; el torneo tuvo lugar en la ciudad de Río de Janeiro (Brasil), desde el 13 hasta el 19 de diciembre de 2021 sobre pista dura al aire libre.

## Jugadores participantes del cuadro de individuales
| Favorito | País                               | Jugador                      | Rank1 | Posición en el torneo |
| -------- | ---------------------------------- | ---------------------------- | ----- | --------------------- |
| 1        | Bandera de Brasil                  | Thiago Seyboth Wild          | 131   | Cuartos de final      |
| 2        | Bandera de Argentina               | Nicolás Kicker               | 230   | Semifinales           |
| 3        | Bandera de Argentina               | Juan Pablo Ficovich          | 232   | Primera ronda         |
| 4        | Bandera de Brasil                  | Matheus Pucinelli de Almeida | 286   | Baja                  |
| 5        | Bandera de la República Dominicana | Roberto Cid Subervi          | 296   | Primera ronda, retiro |
| 6        | Bandera de Brasil                  | Orlando Luz                  | 300   | Primera ronda         |
| 7        | Bandera de Serbia                  | Peđa Krstin                  | 311   | Primera ronda         |
| 8        | Bandera de Japón                   | Kaichi Uchida                | 316   | CAMPEÓN               |

- 1 Se ha tomado en cuenta el ranking del 6 de diciembre de 2021.

### Otros participantes
Los siguientes jugadores recibieron una invitación (wild card), por lo tanto ingresan directamente al cuadro principal (WC):
- Gabriel Decamps
- Lorenzo Esqueci
- Wilson Leite

Los siguientes jugadores ingresan al cuadro principal tras disputar el cuadro clasificatorio (Q):
- Nicolás Barrientos
- Luca Castelnuovo
- Rafael Matos
- José Pereira

## Campeones

### Individual Masculino
- Kaichi Uchida derrotó en la final a  Nicolás Álvarez Varona, 3–6, 6–3, 7–6(3)

### Dobles Masculino
- Orlando Luz /  Rafael Matos derrotaron en la final a  James Cerretani /  Fernando Romboli, 6–3, 7–6(2)